# Saint-Julien (Jura)
Saint-Julien korábbi község (település) Franciaországban, Jura megyében. 2017. január 1-jén Bourcia, Louvenne és Villechantria községgel egyesült és Val Suran új község része lett.
Lakosainak száma 431 fő (2018. január 1.). Saint-Julien Louvenne, Andelot-Morval, Lains, Montagna-le-Templier, Montrevel és Villechantria községekkel határos.

## Népesség
A település népessége az elmúlt években az alábbi módon változott:
| Lakosok száma | 461  | 440  | 814  | 432  | 431  |
|               | 2013 | 2015 | 2016 | 2017 | 2018 |